# Ross Langdon
Ross Langdon (* 19. Juli 1980 in Nubeena, Tasmanien; † 21. September 2013 in Nairobi, Kenia) war ein australisch-britischer Architekt.

## Biografie
Langdon wurde auf der Tasman-Halbinsel geboren und wuchs in Nubeena im Bundesstaat Tasmanien auf. Sein Studium der Architektur absolvierte er von 1999 bis 2000 an der University of Tasmania sowie von 2000 bis 2004 an der University of Sydney und schloss es im Herbst 2004 unter Auszeichnung mit der University Medal ab. 2008 gründete er mit der Architektin Ana Reis Langdon Reis Architects in London, bevor er als   Architekt für Regional Associates in London und Melbourne arbeitete. Langdon wurde für den kostenlosen Bau eines Krankenhauses für Aidskranke in Uganda mit dem Young Alumni Award for Achievement der University of Sydney ausgezeichnet. Unmittelbar vor seinem Tod übernahm er die Planungen für ein Museum für afrikanische Frühgeschichte in Ruanda.
Am 21. September 2013 wurde er wie auch seine türkischstämmige, niederländische Lebensgefährtin Elif Yavuz, die im achten Monat schwanger war, beim Überfall auf das Westgate-Einkaufszentrum von islamistischen Terroristen getötet. Yavuz hatte nach ihrem Studium an der Harvard University in Cambridge, Massachusetts gelebt. Erst im Sommer 2013 begann Yavuz mit der gemeinnützigen Arbeit für die Clinton Foundation in Tansania und arbeitete als Ärztin und Expertin für Erkrankungen an Malaria und AIDS für die Bill & Melinda Gates Foundation in Kenia.